# إعلام السويد

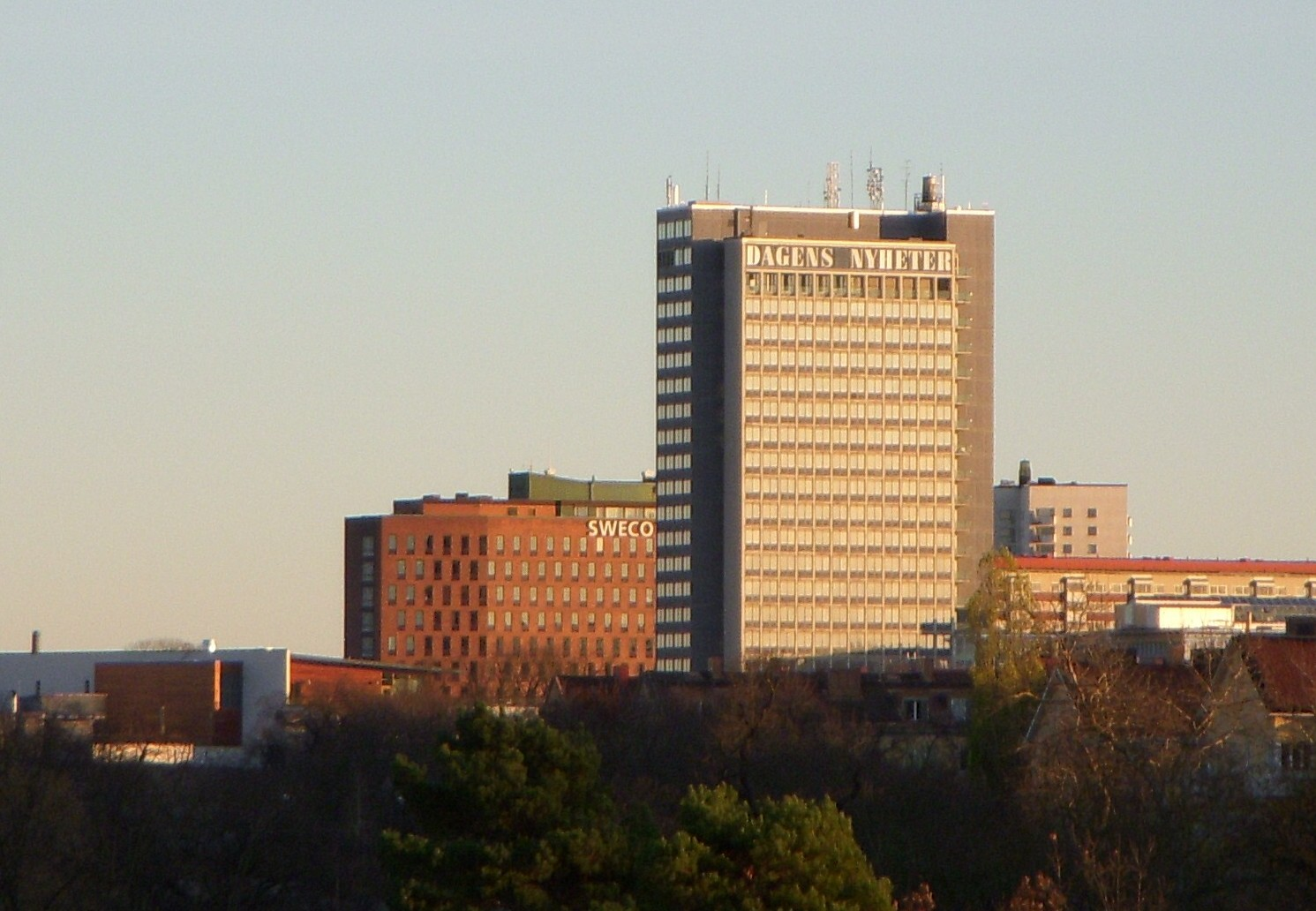

يعود إعلام السويد إلى زمن بعيد، منذ تفعيل قانون حرية الصحافة عام 1766. 
الصحافة مدعومة من الحكومة ولكنها مملوكة لآخرين، والمالك البارز هو بونير إيه بي. كان التيليفزيون والراديو ملك احتكاري للحكومة حتى منتصف ثمانينات القرن الماضي، وهو ما تلاشى ببطء بالرغم من المقاومة، مع مطالبات بمنع الملكية الخاصة لأطباق مستقبلات الأقمار الصناعية. 
تُمول الخدمة العامة للإعلام برسوم خاصة تُفرض على كل ملاك أجهزة استقبال التليفيزيون والراديو. الإبلاغ عن امتلاك هذا الجهاز اختياري، ولكن أصحاب المحلات الذين يبيعونها مُجبرون على إبلاغ الحكومة ببيع أحد الأجهزة. وللحكومة عملاء محددون بأجهزة خاصة تستشعر البث التليفيزيوني من أجهزة الاستقبال، وهو ما يحدد منطقة سكن الأشخاص الذين لم يبلغوا عن شرائهم لأحد الأجهزة. في عام 2019، صوّت برلمان السويد على جعل الدفع للخدمة العامة إجباريًّا لمن يملكون دخل فقط. وافقت جميع أحزاب السويد على هذا التغيير ما عدا الحزب الديمقراطي السويدي.
يتمتع الإعلام السويدي بآليات التنظيم الذاتي مثل مجلس الصحافة السويدية. 

## الصحافة
تدعم الحكومة السويدية الصحافة خلال الدعم الصحفي. كان ذلك موزعًا خلال الأحزاب السياسية إلى الصحف الداعمة لها، ولكن الدعم الحالي أصبح مباشرًا ويحتاج المزيد من المتطلبات، مثل وجود 2000 مشترك كحد أدنى. يوجد الدعم أيضًا في صور غير مباشرة مثل الاستثناءات الجزئية من الضرائب.
تنظم الصحافة السويدية نفسها بنفسها خلال أمين مظالم الصحافة العامة والمجلس الصحفي السويدي. من الأمثلة على ذلك، أن الإعلام السويدي يتبع مبدأ عدم إفشاء هويات المتهمين بالجرائم. فمثلًا، أثير الجدل حول نشر صحيفة داغينز نيهيتر في 17 سبتمبر عام 2003 لاسم وصورة ميجاليو ميجالوفيتش، الذي كان متهمًا باغتيال وزير الخارجية السويدي آنا ليندن. 
تعود حرية الصحافة السويدية إلى عام 1766 عند صياغة قانون حرية الصحافة، على يد ريكسداغ الطبقات السويدي. وهو اليوم جزء من الدستور السويدي. 
الصحيفة السويدية الأكثر انتشارًا هي الصحيفة المسائية أفتون بلادت، التي تتحكم بها الشركة الإعلامية النرويجية شيبستيد (الحصة الكبرى) والفيدرالية السويدية للاتحاد التجاري. ومنافستها إكسبريسين، تتحكم بها بونير ولها طبعات في غوتينبرغ ومالمو. تتحكم بونير أيضًا بأغلب الصحف الصباحية مثل داغينز نيهيتر. ومنافستها سفينسكا داغبلادت مملوكة لشيبستيد. غوتينبرغز-بوستين هي الصحيفة الإقليمية الرئيسة في غوتنبرغ وغرب السويد، بينما تسيطر صحيفة أخرى مملوكة لبونير، سيدسفينسكا داغبلاديت، على مالمو والجنوب. تمتلك بونير أيضًا صحيفة السويد التجارية الرئيسة، داغينز إنداستري. ذا لوكال هي واحد من مواقع الأخبار على الإنترنت القلائل التي تكتب بالإنجليزية في بلد كانت معرضة لهجمات من مجموعات مثل أنونيموس وكان فيها أحداث متصاعدة تشكو فيها الجماهير الرقابة والانحياز. في السنوات السابقة، عرضت إذاعة الدولة السويدية انتقاءً أوسع للأخبار خلال الموقع الإلكتروني بالإنجليزية. 
لدى السويد أيضًا الكثير من المنظمات العملاقة التي تمتلك مجلات ذات نطاق قراءة واسع. الأكبر منها، بقراءة تصل إلى أعلى من 300 ألف، تشمل فار بوستاد (التي ينشرها اتحاد المستأجرين ومؤسسة البناء المجتمعي التعاونية إتش إس بي)، ومجلات من أكبر الاتحادات التجارية مثل Kommunalarbetaren (التي ينشرها اتحاد العمال المحلي). 

## التيليفزيون
بدأت المحاولات التيليفزيونية من المعهد الملكي للتكنولوجيا في عام 1954. بدأ البث رسميًّا في عام 1956. قامت بالبث الإذاعة العامة للسويد. وعندما بدأت قناة ثانية في عام 1969، كان البث من نفس الشركة، وكان من المفترض للقناتين أن تتنافسا ضد بعضهما. لأن راديو السويد تفكك إلى أربع شركات في نهاية سبعينات القرن الماضي، وكانت مسئولية البث التيليفزيوني تقع على عاتق التلفزيون السويدي.
هيمن التلفزيون السويدي وقناتاه على التلفزيون لمدة طويلة. في عام 1987، بدأت أول قناة تجارية «تي في 3» أو القناة الثالثة، وكان البث من لندن عبر قمر صناعي. ومع تطور الوضع الإعلامي في السويد، خلال ضعف سيطرة الدولة على الإعلام، كان هناك جدل حول كيفية الحفاظ على الإعلام من السيطرة، واقترح البرلماني الديمقراطي، ماج بريت ثيورين، منع الملكية الخاصة لأطباق الأقمار الصناعية في السويد.

## الراديو
تسيطر الشركة العامة راديو السويد على الراديو الوطني، تُموَّل الشركة خلال نفس الرسوم المجمعة من أجل منشآت التيليفزيون. بدأ بيع رُخص الراديو التجاري في تسعينات القرن الماضي، بالرغم من وجود الراديو التجاري قبل ذلك خلال المحطات المحلية في المدن الأوسع.
يمتلك راديو السويد أربع قنوات وطنية وهي: بي 1 وبي 2 وبي 3 وبي 4. بي 4 هي شبكة إقليمية تُبث فيها نحو 25 محطة إذاعة محلية لمعظم وقت اليوم. 
يوجد نظامان للراديو الخاص: راديو المجتمع والراديو التجاري المحلي.
عندما عُرض الراديو التجاري المحلي على المزاد في بداية تسعينات القرن الماضي، ظهرت العديد من المحطات المحلية. كانت الرخص سترسخ أقدامها عبر السنين، وفي عام 2006 كانت كل الرخص مملوكة لمودرن تايمز غروب أو مجموعة بث إس بي إس، لأن إس بي إس اشترت فريا ميديا في فبراير عام 2006. 

## المسائل الخلافية

### الانحياز السياسي والإيديولوجي في التقارير الصحفية
اتُهمت التقارير الصحفية في السويد في بعض الأحيان بالانحياز وبتغطية على بعض الأحداث، بالتحديد في سياسة الهجرة إلى السويد والتكاليف الاجتماعية والاقتصادية المتعلقة بها. [8] ركز النقد على اتهامات بأن الإعلاميين الذين يشكلون الرأي العام، يفعلون ذلك غالبًا بناءً على بُنى إيديولوجية ويظهرون افتقارهم للوعي في ما يخص المشاكل المجتمعية الحالية، ويشير النقد إلى حقيقة أن الصحفيون والمحررون يتكدسون في المناطق قليلة الخطر مثل الطبقة المتوسطة العليا. ردد صحفيون سويديون معروفون تلك الانتقادات الخاصة بعمليات التستر والتغطية، وقال عنها جان جوفيسون «واحدة من أسوأ الخيانات التي ارتكبناها في حق أنفسنا، إننا مذنبون».[9] كما أنه لاحظ صمت النقاد بصورة غير مبررة عن اتهامات العنصرية. استقالت مقدمة إخبارية شهيرة من تليفزيون الدولة السويدية وأدلت بتصريح أنها فعلت ذلك بسبب الانحياز في الإعلام الإخباري للدولة والاستهانة واتهامات العنصرية الموجهة ضد النقاد.
في إبريل من عام 2005، نشر أندريس كارلغرين من حزب الوسط تقريرًا يقول فيه إن إعلام الدولة منحاز سياسيًّا، خلال التحكم السياسي المباشر وهيمنة الحزب الديمقراطي الاجتماعي. كما أنه اتهم الديمقراطيين الاجتماعيين بامتلاك سياسة حزبية طويلة الأمد بملئ المواقع الاستراتيجية المهمة في الخدمة الإعلامية العامة بأشخاص ذوي ولاء للحزب. نتيجة لذلك، صارت التقارير الصحفية معرضة للتوجيهات السياسية.
في ديسمبر عام 2010، انتُقد الحلف اليميني الوسطي الحاكم بشدة عندما أصدروا قانونًا يتطلب الموافقة المسبقة على كل منتجات الخدمة العامة من الحكومة. قال ماتس سفيغفورز، المدير التنفيذي لخدمة الراديو العامة السويدية أن ذلك «غير دستوري». 

### بلاغات تشويه الأعضاء التناسلية الأنثوية «ختان الإناث»
في يونيو عام 2014، نشرت صحيفة Norrköpings Tidningar قصة عن تشويه الأعضاء التناسلية، التقطت وسائل الإعلام الأجنبية تلك القصة، ومنها ذا إندبندنت ونيويورك ديلي نيوز. كان هناك ادعاء أن كل بنت في هذا الفصل الدراسي كن ضحايا لعملية تشويه الأعضاء التناسلية. لم تقل أي صحيفة مكان ولا وقت حدوث عملية التشويه. نشر راديو السويد العام الوطني أن أيًا من هؤلاء البنات لم تكن عرضة لتلك العملية، ولا تعرضت لها في أي مكان في السويد.